# Sonorama 2014

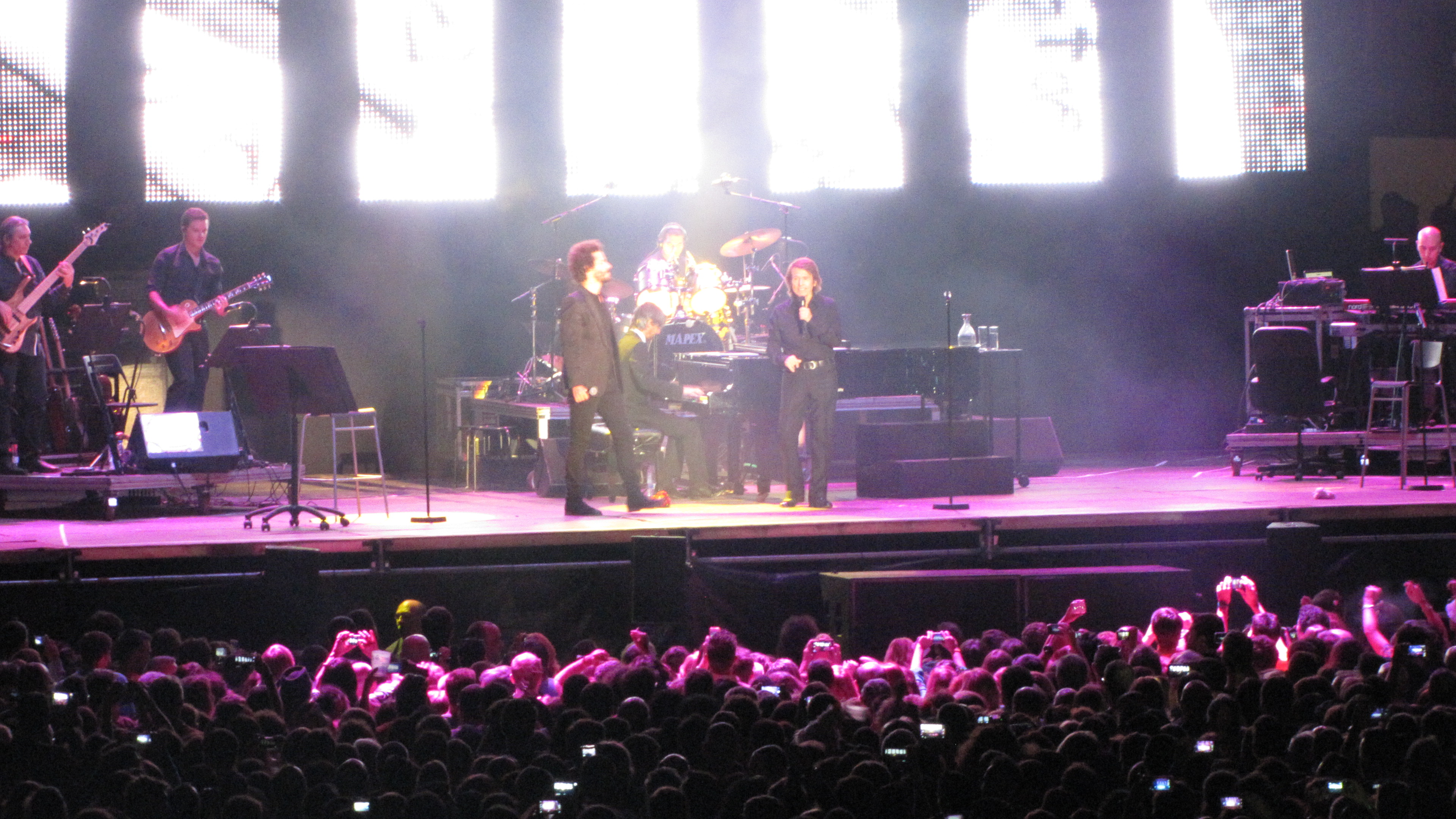
Raphael cantando "Estuve enamorado", con Alberto de Niños Mutantes, en el escenario Principal durante el Sonorama 2014.

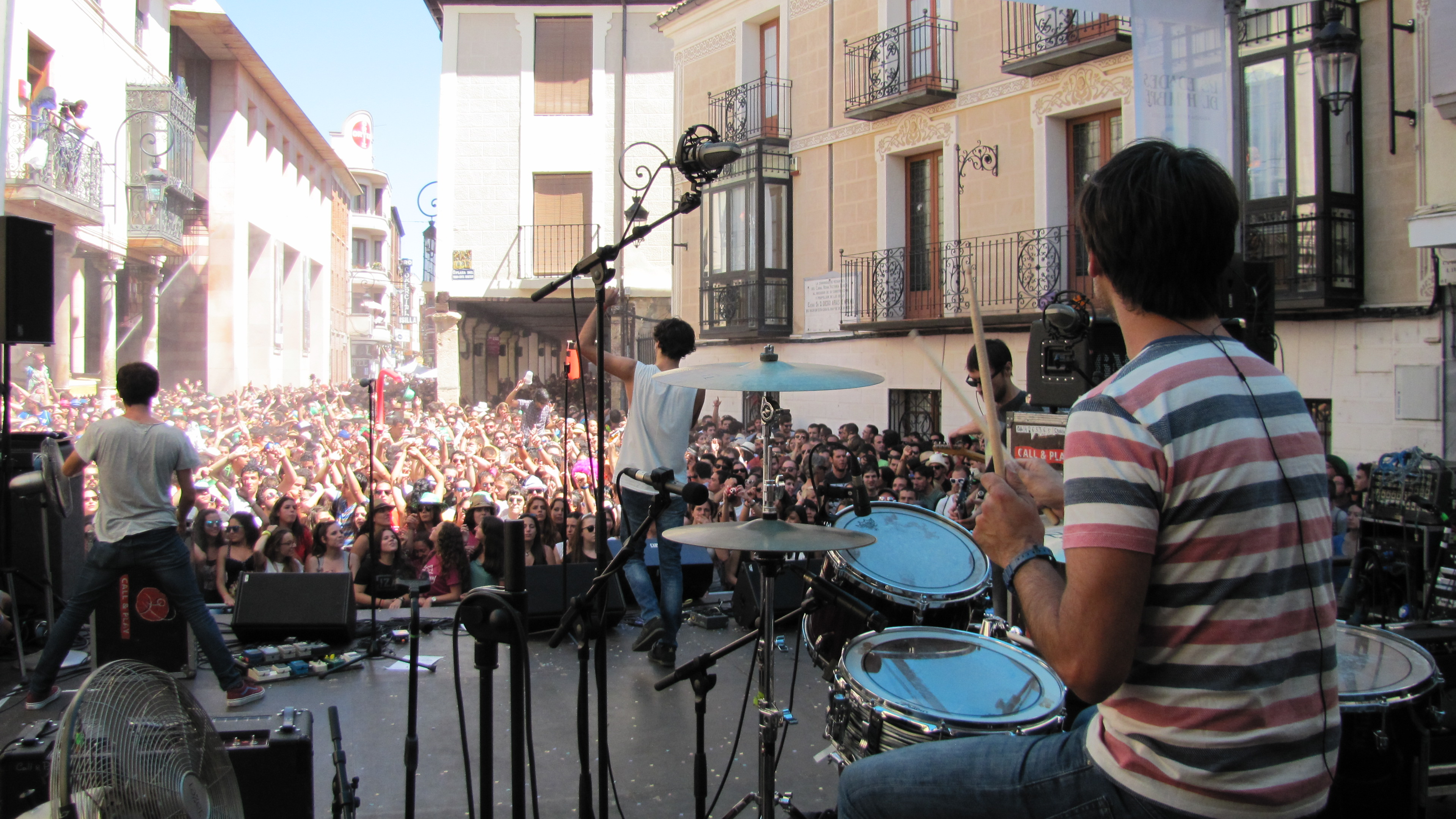
Concierto sorpresa de Second en la Plaza del Trigo en Sonorama 2014.

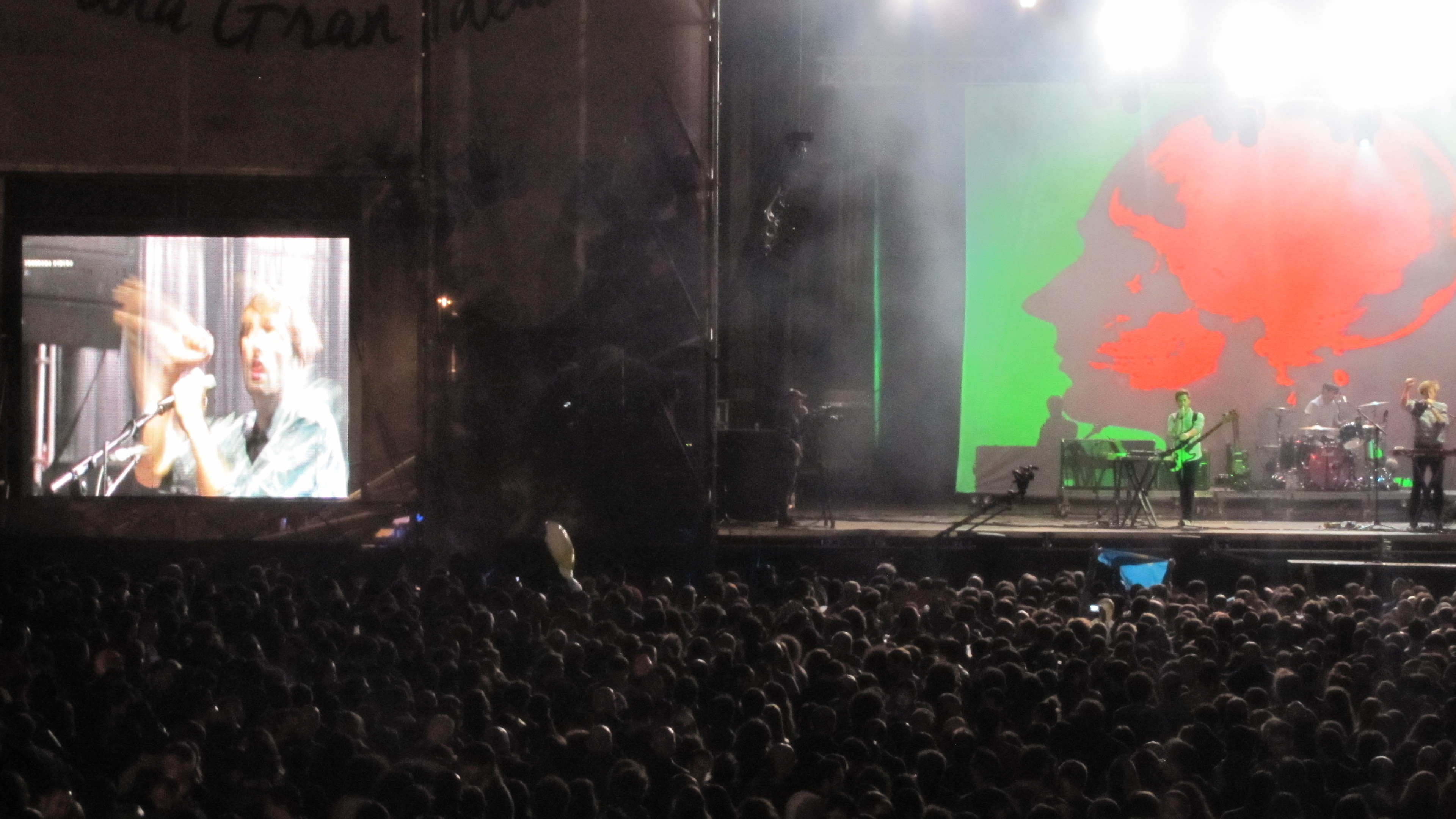
La banda australiana Cut Copy en su actuación en el escenario Principal durante el Sonorama 2014.

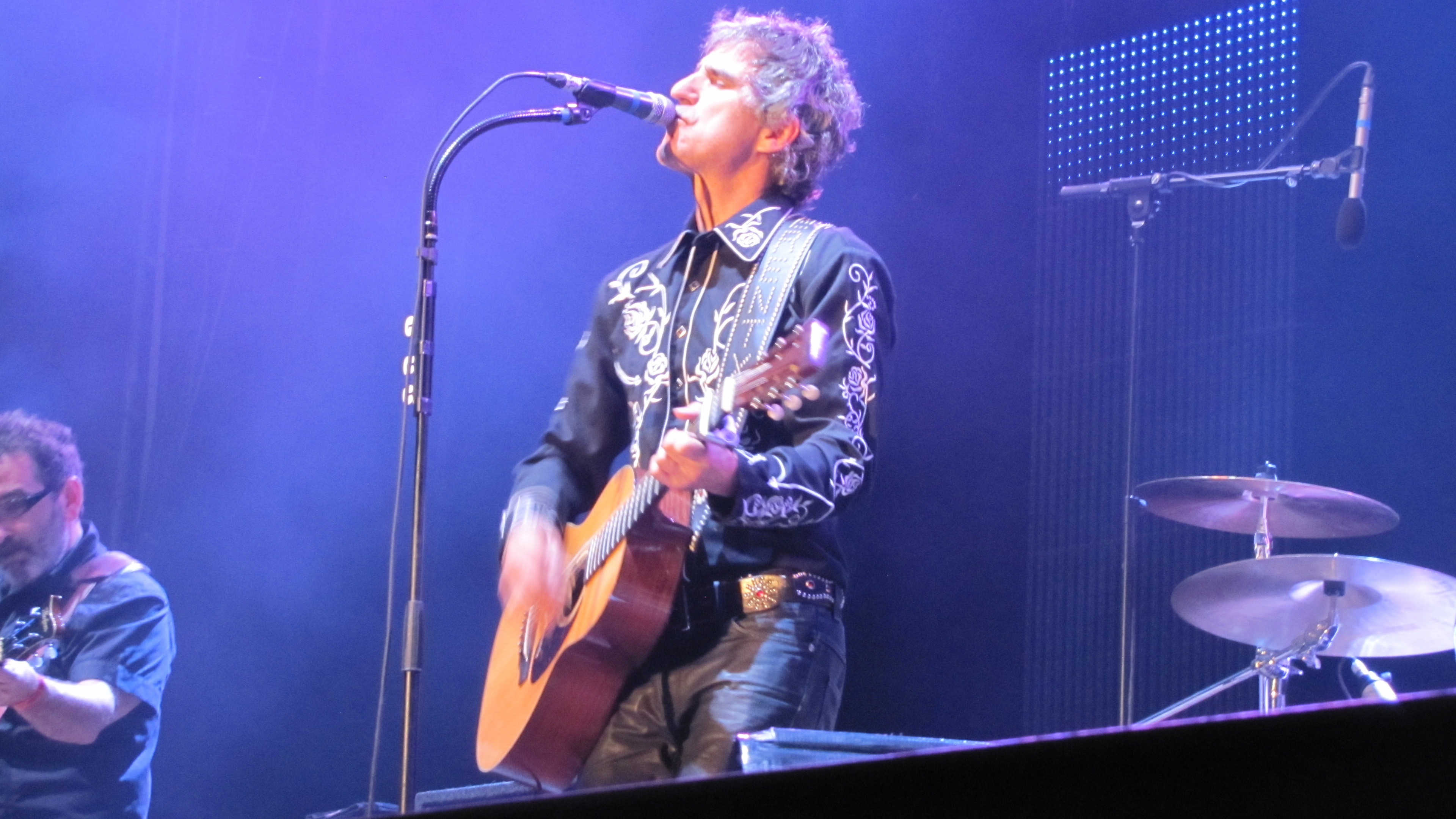
Mikel Erentxun durante el concierto de Duncan Dhu en Sonorama 2014, en el escenario Principal.

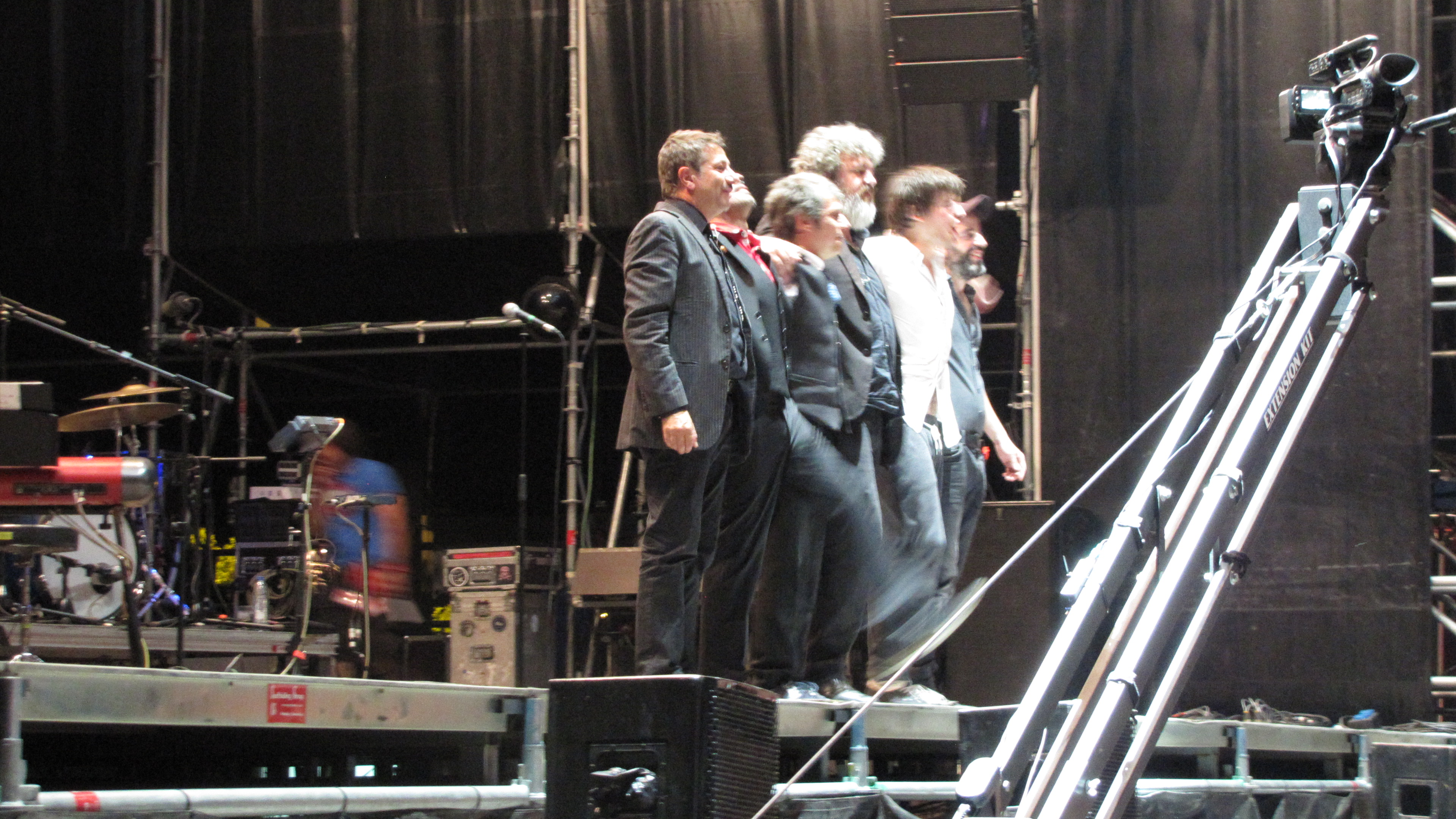
Iván Ferreiro y Ricky Falkner tras su concierto en Sonorama 2014.

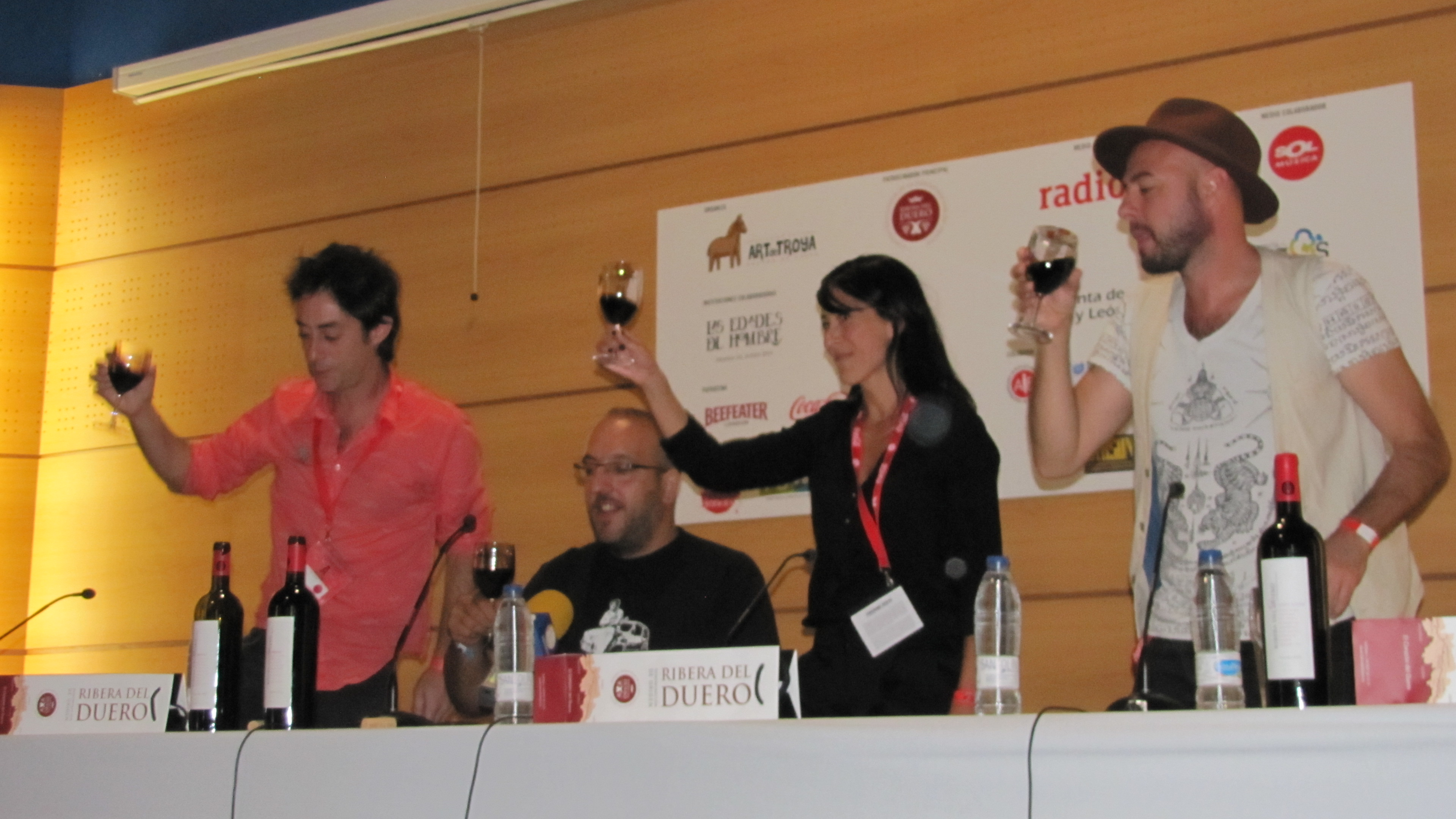
Rueda de prensa de El Columpio Asesino, durante el Sonorama 2014.

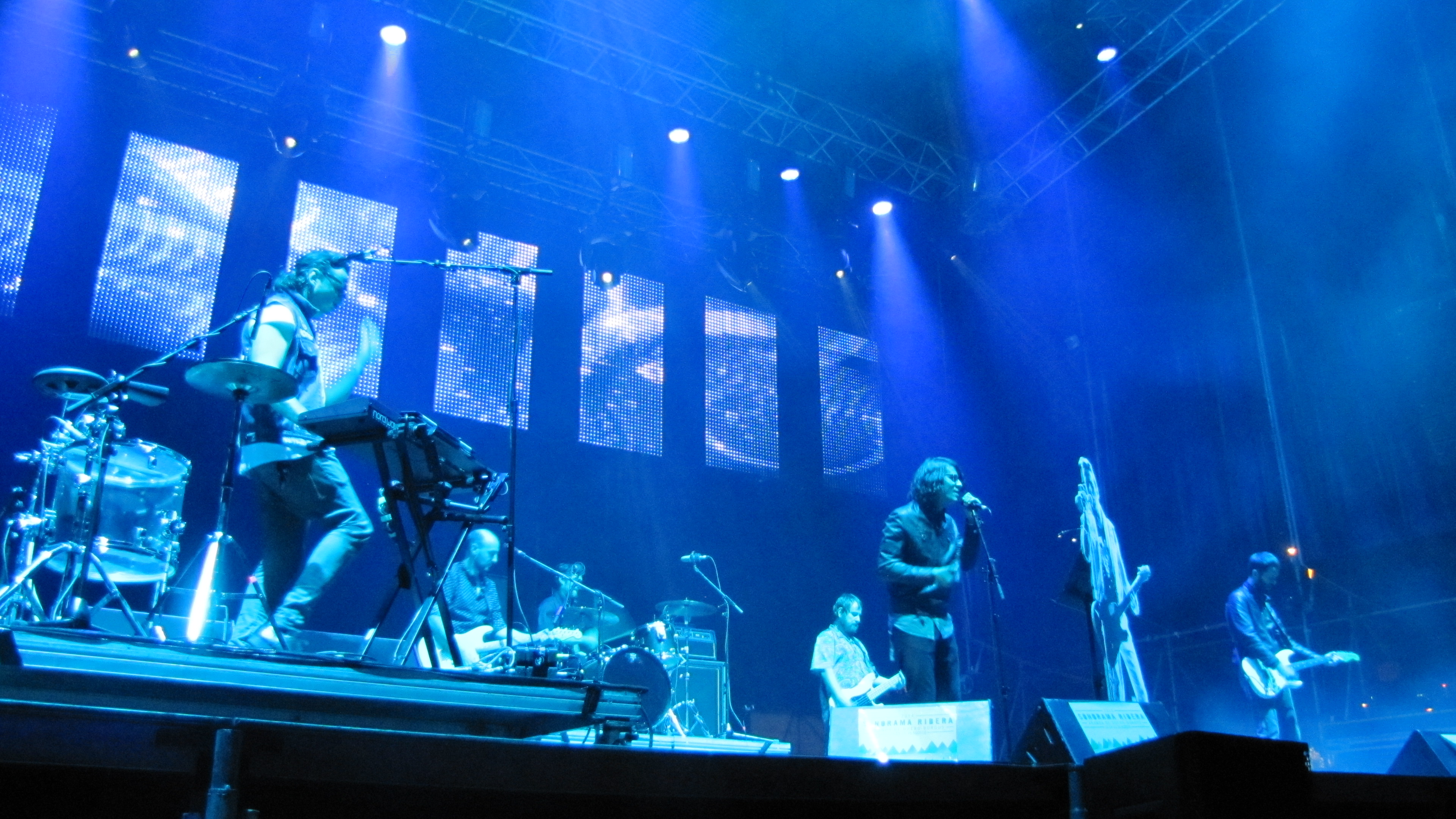
We Are Standart durante su tributo a The Clash, en Sonorama 2014.

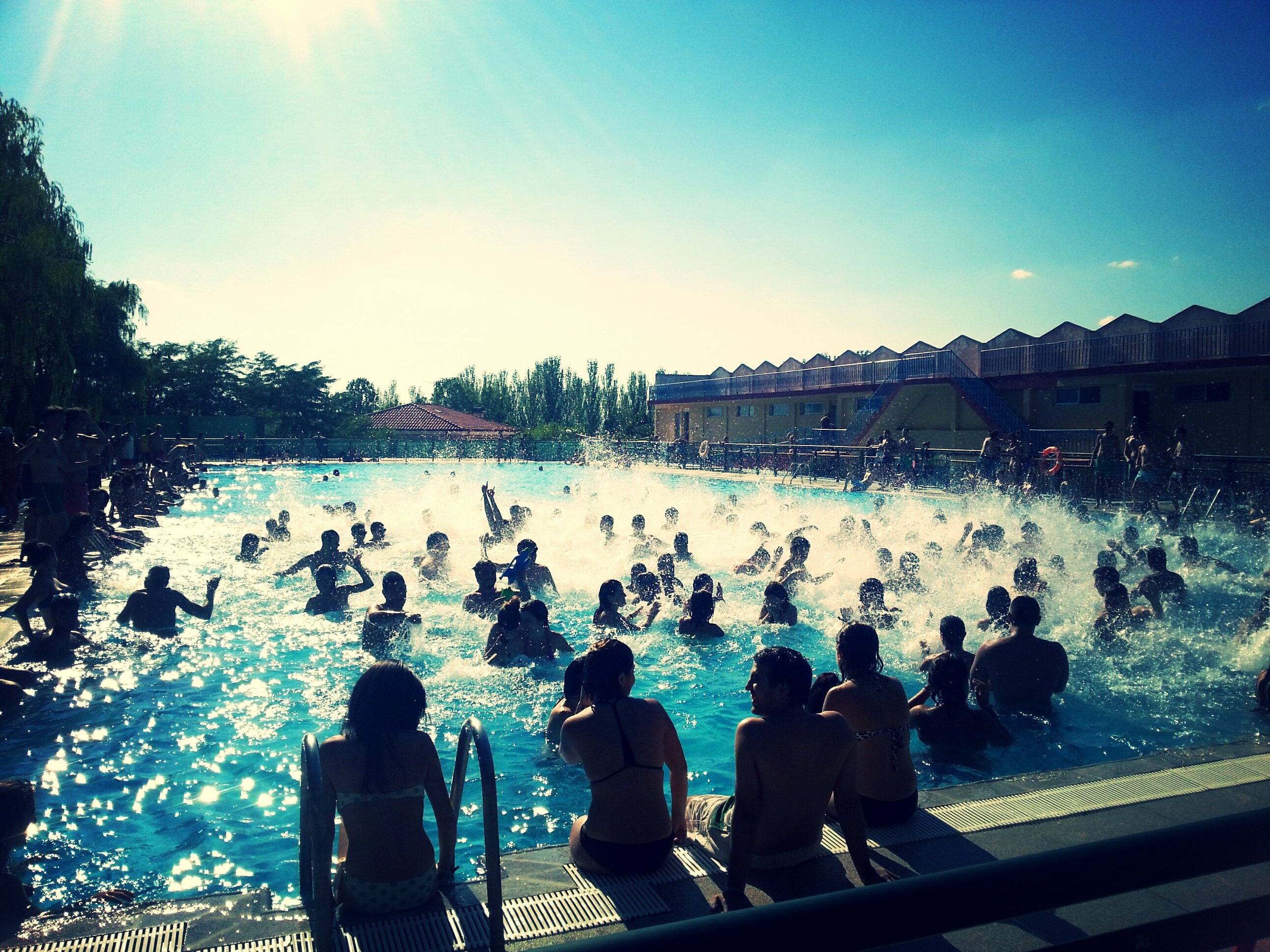
Fiesta en la piscina durante el festival en 2013.

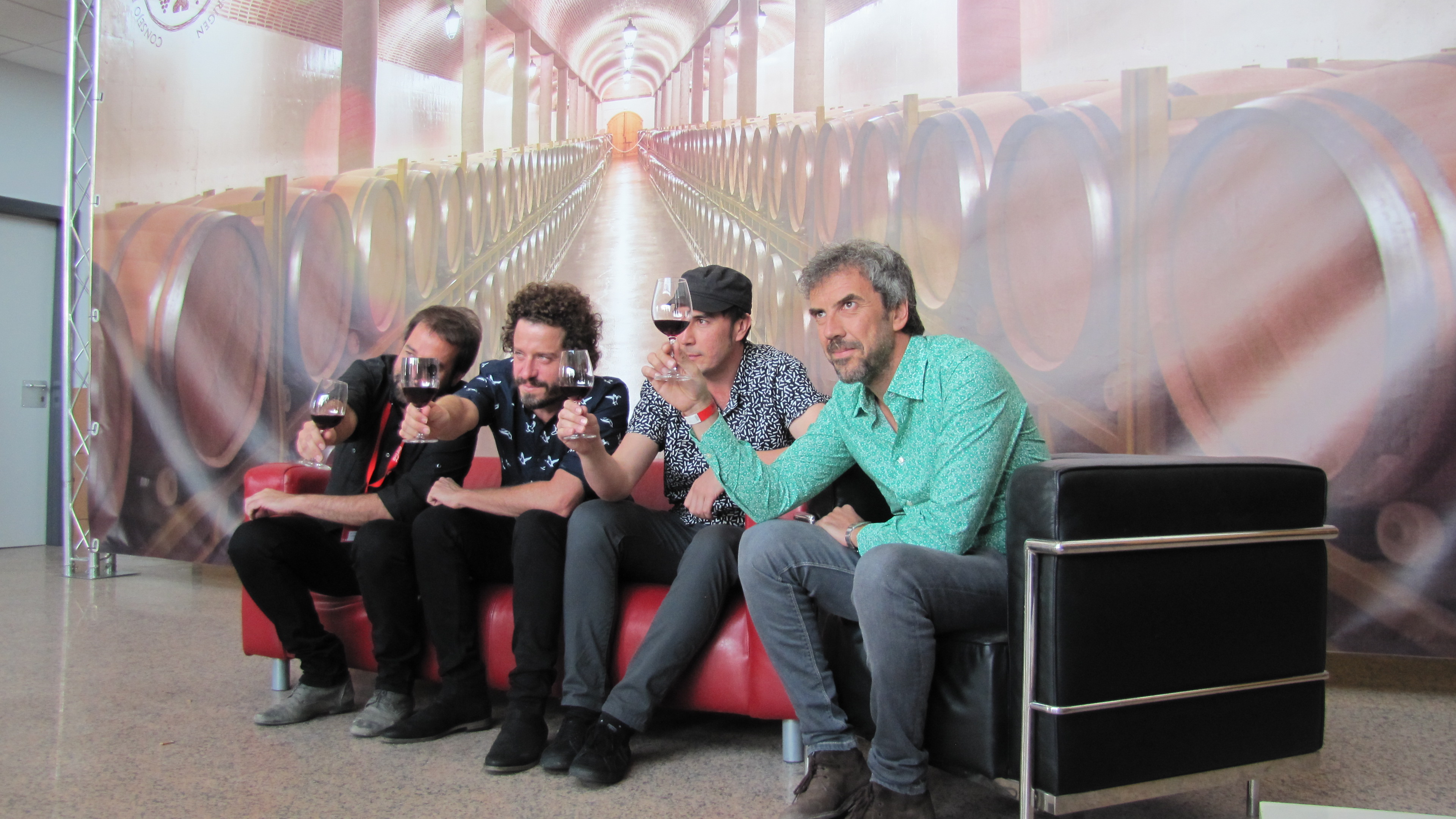
Rueda de prensa de Niños Mutantes, durante el Sonorama 2014.

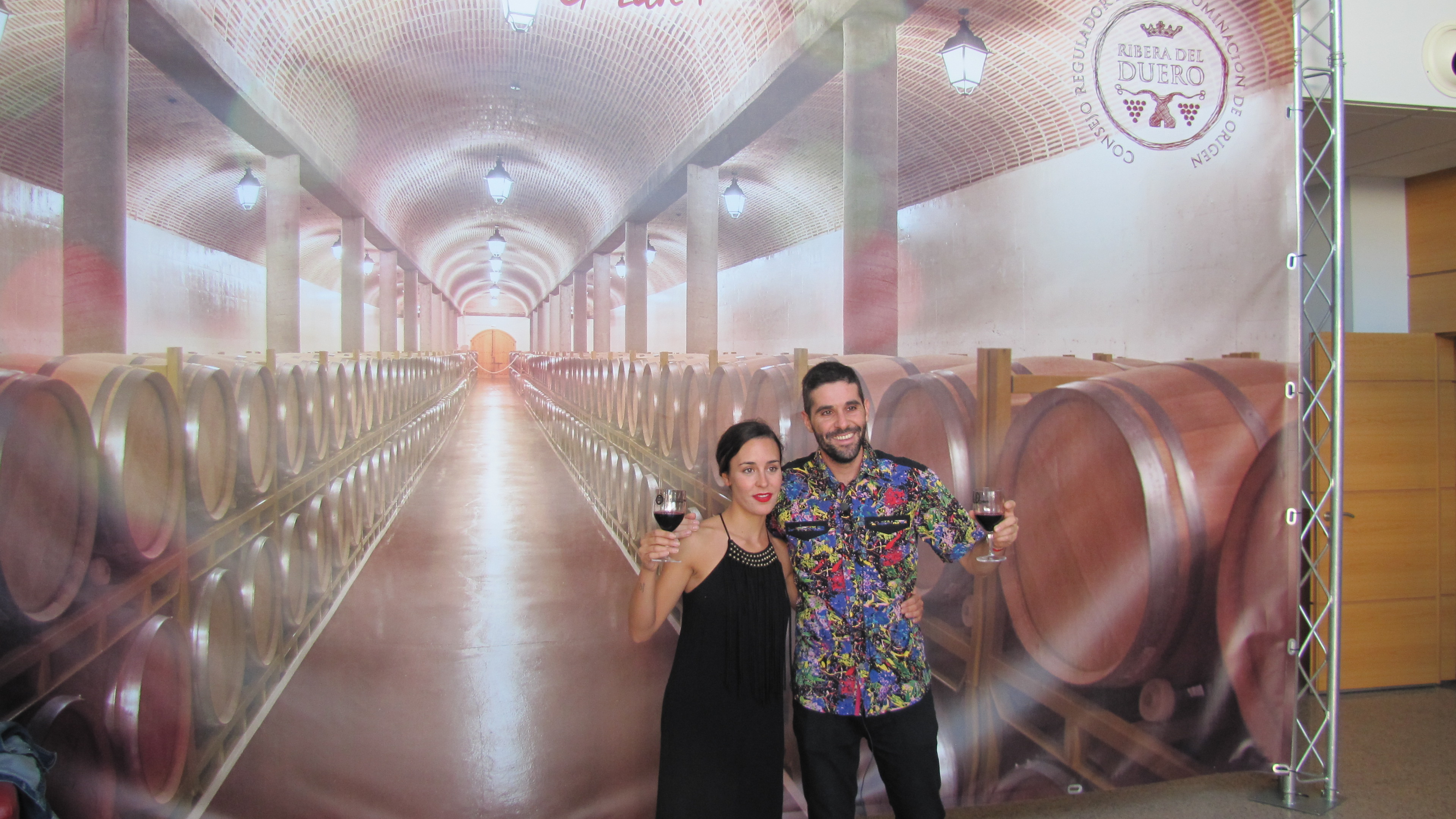
Fuel Fandango durante su rueda de prensa en Sonorama 2014.

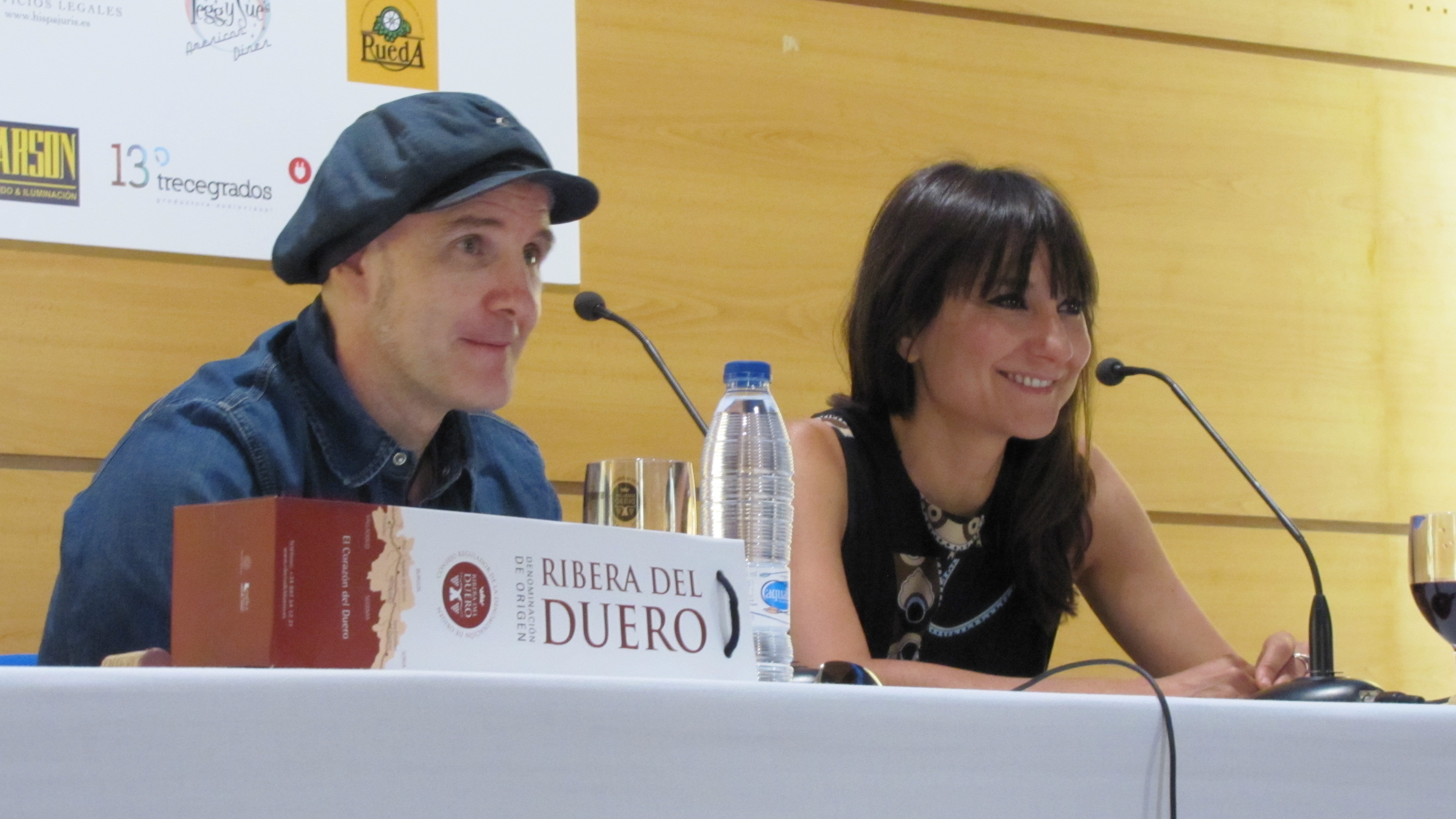
Rueda de Prensa de Amaral antes de su concierto en Sonorama 2014.

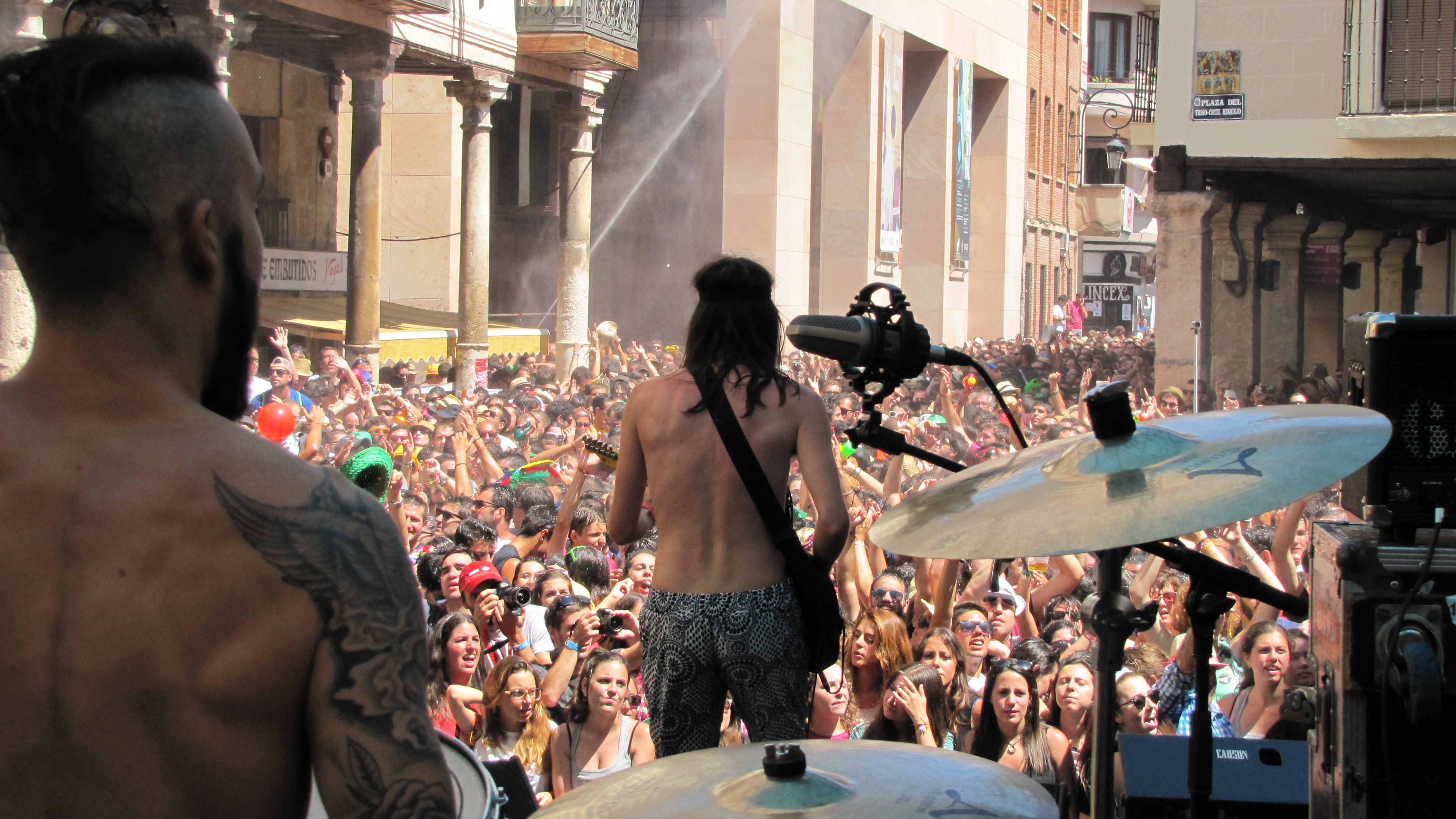
Concierto de Sexy Zebras en la Plaza del Trigo, en Sonorama 2014.

Sonorama 2014, o Sonorama Ribera 2014, fue la XVII edición del Festival Sonorama, que se llevó a cabo en la ciudad de Aranda de Duero (Provincia de Burgos, España), a mediados de agosto de 2014, organizada por la Asociación Cultural, y sin ánimo de lucro, "Art de Troya". La XVII edición del festival superó los 45.000 asistentes.
- Lugar: Recinto Ferial y Centro histórico.
- Fecha: 13, 14, 15 y 16 agosto.
- Características:

Durante el festival, como ha sido habitual durante sus últimas ediciones, se han realizado algunos conciertos sorpresa en el escenario de la Plaza del Trigo, en el centro de la ciudad: el viernes 15 actuó Niños Mutantes y el sábado 16 Second.
También hubo colaboraciones especiales en el escenario principal, con Raphael cantaron: Juan Alberto, de Niños Mutantes, la canción "Estuve enamorado", Vega la canción "Hablemos del amor" y Alberto, de Miss Caffeina, la canción "Qué sabe nadie". Y con Amaro e Iván Ferreiro actuó Ricky Falkner de Egon Soda durante la canción "Mi furia paranoica". Finalmente, en la última jornada, con El Columpio Asesino colaboró en la canción "Toro" el cantautor Nacho Vegas.
Actuaron, en los 11 escenenarios, más de 130 bandas,entre las que destacan:
Cartel Internacional:
- Cut Copy (Australia)
- David Fonseca (Portugal)
- Reptile Youth (Dinamarca)
- Exsonvaldes (Francia)
- The Corner (Canadá)
- Jay Malinowski (Canadá)

Cartel Nacional :
- Los Planetas
- Raphael
- Iván Ferreiro
- Niños Mutantes
- We Are Standard, plays The Clash.
- Amaral
- Fuel Fandango
- Izal
- Second con Sinfónica2502.
- Tachenko
- Duncan Dhu
- El Columpio Asesino
- Nacho Vegas
- Depedro
- Elefantes
- León Benavente
- Najwa
- El Hombre Gancho
- Los Pilotos
- Adanowsky
- Alos
- Anaut
- Aurora (banda)
- Automatics
- Baden Bah!
- Bajo Cero
- Barbott
- Belako
- Bestlife
- Brabo Fisher
- Buffet Libre Djs
- Carlos Cros
- Chema Rey Dj
- Ciconia
- Correos (banda)
- Corrientes Circulares Dj Set
- Cosmen Adelaida
- Cosmic Birds
- Crudo Pimento
- De Vito
- Derringers
- Digital XXI
- Dj Terrible
- Dj Ziry
- Doble Pletina
- Egon Soda
- El Brindador
- Estereoclub Estéreo
- Fabián y la Banda del Norte
- Fetén Fetén
- Fira Fem
- Gentle Music Men
- Green Silly Parrots
- Grises
- Hermanos Cubero
- J.M. and J.A. Sounds Dj's
- Jack Knife
- Joe La Reina
- John Berkhout
- José Domingo
- Juventud Juché
- K&K
- Killing Pete
- Kitai
- La M.O.D.A.
- Layabouts
- Lofelive
- Los Hermanos Cubero
- Los Pilotos
- Margot
- Maronda
- Maryland
- Me & The Reptiles
- Mojados
- Moontrap
- Morlon
- Morrigans
- Niño Burbuja
- Niño Pistola
- Nothing Places
- Nunatak
- Paciente Cero
- Panamá
- Parade
- Parker!
- Penny Necklace
- Perro (banda)
- Pómez (banda)
- Presumido (banda)
- Proyecto Solaz
- Refree (banda)
- Ricardo Vicente
- Rick Brendan
- S.C.R.
- Scorsese (banda)
- Sexy Zebras
- She's a Star Dj
- Shinova
- Siete (banda)
- Simulacro
- Stone Pillow
- Summa Platea
- Superframme VDJ
- Syberia (banda)
- Terrier
- The Bright
- The Chinese Birdwatchers
- The Handicaps
- The Milkyway Express
- The Noises
- The Three Generations
- The Yellow Melodies
- Trailer (banda)
- Tripolar
- Tu Otra Bonita
- Versos Rotos
- Wilhelm & The Dancing Animals
- entre otros...